# Positive
Positive – indyjski krótkometrażowy film wokół tematu HIV-AIDS w reżyserii Farhan Akhtara. W rolach głównych Shabana Azmi, Boman Irani i Arjun Mathur. Film miał premierę w 2007 roku na Międzynarodowym Festiwalu Filmowym w Toronto. To jeden z czterech krótkometrażowych filmów na temat AIDS wyreżyserowanych przez sławnych reżyserów indyjskich i wyprodukowanych przez fundację Bill Gatesa i Mirę Nair. Pozostałe filmy to Migration Miry Nair, Blood Brothers Vishal Bhardwaj i Prarambha Santosh Sivana. 
Film opowiada historię powtarzających się zdrad, które zniszczyły rodzinę. Wynikająca z tych zdrad choroba AIDS okazuje się szansą dla rodziny. Czyjeś umieranie staje się ostatnią chwilą na uwolnienie się od żalu i przebaczenie. 

## Fabuła
Abhijit Soni (Arjun Mathur) jako dziecko wierzył w ład świata, w to, że dzieci są darem Boga, że miłość zwycięża zło. Tę wiarę odebrał mu jego ojciec (Boman Irani). Widok obcej dziewczyny w ramionach ojca wstrząsnął nim. Zasłaniał uszy, by nie słyszeć krzyków matki (Shabana Azmi), oczy, by nie widzieć jej łez. W końcu uciekł od tego, co boli. Aż do Afryki. Ucząc się tam fotografiki zapomniał o tym, od kogo przejął tę pasję. Latami nie pamiętał o ojcu. Aż do dnia, gdy w telefonie usłyszał głos matki: "Ojciec ma AIDS". Teraz widzi go w szpitalu przez uchylone drzwi. Tak obcego, że nie ma odwagi wejść do sali. Żal odrzuca go od umierającego ojca. Ubłagany przez matkę zaczyna go odwiedzać w szpitalu. Wozi na wózku. Nie maja sobie nic do powiedzenia. Wymieniają informacje o rozgrywkach w krykiecie. I ciszę. Pewnego dnia ojciec prosi syna, aby ten przyniósł jego aparat fotograficzny. Abhijit wybucha. Wyrzuca z siebie od dziecka zbierany żal o wieczne zdrady matki, o jej przepłakane życie, o chorobę, która te zdrady wniosły w ich dom. Ojciec płacze. Następnego dnia Abhijit przynosi aparat fotograficzny. Zaczyna się ostatnia przygoda ich życia...

## Obsada
- Shabana Azmi	... 	pani Soni
- Krish Chawla	... 	mały Abhijit
- Boman Irani	... 	pan Soni
- Arjun Mathur	... 	Abhijit